# 温迪 (原神)
温迪是米哈游开发电子游戏《原神》中的虚构角色。他是游戏中虚构国家蒙德的统治者，是尘世七执政之一的风神“巴巴托斯”。角色最早出現在2018年開始連載的《原神》前傳漫畫中，是2020年遊戲公測後首批可玩角色之一，也是第一隻限定五星角色。温迪是旅行者于游戏主线剧情中在醒来以后除派蒙外遇见的第一个登场角色，最早在游戏主线剧情的「序章」（蒙德篇）作为玩家角色引路人登场，是该篇章的重要角色。温迪的中文配音为喵酱，日文配音为村濑步，韩文配音为郑侑廷，英文配音为艾丽卡·哈拉彻。

## 创作及设计
温迪在2018年開始連載的《原神》前傳漫畫中已經登場，之后在《原神》1.0版本「歡迎來到提瓦特大陸」作为可玩角色上线。遊戲還在1.4版本「風花的邀約」中爲其推出專屬武器「終末嗟嘆之詩」。 
在製作組的設定中，温迪最初是在蒙德城賣藝的來路不明的吟遊詩人形象。遊戲中的首次登場在主線劇情序章·第一幕「捕風的異鄉人」中，旅行者（主角）與派蒙在低語森林中同行時無意聽到巨龍特瓦林與溫迪的交流。隨着主線劇情序章·第二幕「為了沒有眼淚的明天」的進行，玩家會透過暗示逐漸意識到其塵世執政「巴巴托斯」身份，並最終與溫迪、迪盧克、琴等人並肩戰鬥，共同拯救「風魔龍」特瓦林。该角色外形参考了所罗门王72柱魔神中的巴巴托斯。
溫迪的中文配音為喵醬，她同時爲米哈遊《崩壞3rd》遊戲中可玩角色「幽蘭黛爾」、《崩壞：星穹鐵道》遊戲中可玩角色「彥卿」的配音。角色英文配音為曾聲演《紫羅蘭永恆花園》女主角薇爾莉特·伊芙加登的艾麗卡·哈拉徹負責。

## 作品中表现

### 角色故事
在2600年前，蒙德曾被两位“魔神”割据，包括高塔孤王“迭卡拉庇安”和北风狼王“安德留斯”，迭卡拉庇安把属下子民囚禁在高塔，也是风龙废墟的风墙之下，而有一名追求自由的无名少年与一只风精灵领导发起了追求“自由”的战争，战后少年死去，风精灵则成为了蒙德的魔神，神名「巴巴托斯」，也就是后来的「温迪」。而安德留斯则选择屈于巴巴托斯之下，成为“四风守护”之一。之后，巴巴托斯因不想成为新暴君而离开蒙德，令蒙德成为了无人管治的自由之国。其后，劳伦斯家族统治蒙德，实行奴隶制度。其中一个叫温妮莎的奴隶无法接受这种残忍的统治，于是与风神合作，推翻劳伦斯家族，成立了西风骑士团，管治蒙德。直到现在，西风骑士团仍然继续管治蒙德。而后，风神巴巴托斯自己则化身吟游诗人，四处游荡，显出不务正业的状态，但是当蒙德城发生危机时，他还是会挺身而出，例如温迪与旅行者等人联手拯救特瓦林的行动。

### 角色玩法
《原神》1.0版本「歡迎來到提瓦特大陸」中溫迪即爲玩家角色，玩家可以在遊戲中通过祈願的方式讓溫迪加入隊伍，他是一個使用弓箭的風元素五星角色。温迪的元素戰技「高天之歌」若快速释放爲向前攻击的范围性作用技能，速度快、技能冷却时间短，可以击飞敌人且滞空控场；蓄力释放则是四周攻击的范围性作用技能，技能冷却时间较长但攻击范围和伤害相应增加，不仅击飞敌人同时自己也会升至高空。温迪的元素爆發「风神之诗」爲向前方射出箭矢后形成暴风，会持续的吸怪并造成伤害，同时可以和雷、冰、水、火四大属性进行混合造成额外伤害。

## 反响及评价
在《原神》公測前瞻直播播出后不久，就有不少玩家为通过「角色祈願」获取温迪做准备。也有部分角色扮演者扮演温迪，表明对温迪这一虚构角色的喜爱。Screen Rant編輯Austin King認爲，温迪是《原神》发布时游戏中首個5星角色，他还在发生在蒙德城的主要故事中扮演着重要的角色，因为这些因素温迪迅速成为了《原神》中最受欢迎的角色之一。Gamerant的供稿人之一Jeffrey Yu认为，尽管是首位限定五星角色，温迪仍然是游戏中最出色的角色之一，因为他「几乎可以轻松应对《原神》中的所有内容」，拥有强大的控場能力以及高效的探索能力。
日本手办生产商Good Smile Company製作發行了温迪粘土人手办，於2022年3月4日开启预售，4月20日正式发售。

## 外部連結
- bilibili上的《原神》温迪角色PV-「四方之风」
- bilibili上的《原神》角色演示-「温迪：诗人的工作」
- bilibili上的《原神》拾枝杂谈-「温迪：高天之歌」